# RPG-40
La RPG-40 era una granada antitancs, dissenyada per la Unió Soviètica el 1940, i utilitzada en la Segona Guerra Mundial, en la Front Oriental.

## Història
La RPG-40 dissenyada el 1940 i utilitzada durant tota la Segona Guerra Mundial. Era la arma antitancs principal de la Unió Soviètica al principi d'aquesta guerra. Era una arma bastant efectiva en blindatges lleugers, de fins a 40 mm, i amb una penetració mitjana de 20 mm. Era molt efectiva contra vehicles no blindats o poc blindats, com ho eren les primeres versions dels tancs alemanys durant la guerra, com per exemple els Panzer I i els Panzer II, i fins i tot, els Panzer III. Però amb la arribada de nous i més blindats tancs alemanys, com el Panzer IV i el Panzer V, aquesta arma era ineficaç, i en 1943, es va començar a produir la RPG-43, una granada antitancs, amb una càrrega HEAT (High Explosive Anti-Tank, és a dir: Alt Explosiu Anti-Tanc), amb molta més capacitat antitancs.
La arma va seguir sent utilitzada fins a la Guerra de Corea, per part de les tropes de Corea del Nord.

## Disseny
Aquesta arma, pesava 1,22 kg, dels quals 0,76 kg eren una càrrega explosiva de TNT en la part superior i més grossa de la granada. Tenia una llargada total de 213 mm i una amplada màxima de 95 mm. Podia ser llançada a una distància màxima d'uns 27 metres, i tenia la capacitat de penetrar blindatges lleugers (que no excedissin els 40 mm), i tenia una penetració mitjana de 20 mm. Tenia un sistema de detonació d'impacte. Usualment tenien un manual d'ús en la part on estava situada la carrega explosiva.

## Usuaris
- Unió Soviètica
- Albània
- Bulgària
- Txecoslovàquia
- Alemanya de l'Est
- Hongria
- Polònia
- Romania